# 上田義文
上田 義文（うえだ よしふみ、1904年8月19日 - 1993年4月26日）は、日本の仏教学者。名古屋大学名誉教授。

## 略歴
岡山県出身。旧制龍野中学（現：兵庫県立龍野高等学校）、旧制第六高等学校を経て、1933年東京帝国大学文学部印度哲学科卒、1948年「唯識思想研究」で九州大学文学博士。1945年龍谷大学教授、1949年名古屋大学文学部教授となり、文学部長を務め、1968年定年退官、名誉教授。1972年筑紫女学園短期大学学長となり、1986年、同大学退任。1975年勲三等旭日中綬章受勲。

## 著書
- 『仏教思想史研究 インドの大乗仏教』永田文昌堂 1951
- 『仏教における業の思想』あそか書林 1957
- 『大乗仏教思想の根本構造』百華苑 1957
- 『仏教をどう理解するか』本願寺出版部 1963
- 『唯識思想入門』あそか書林 1964
- 『大乗仏教の思想』 (レグルス文庫)第三文明社 1977
- 『摂大乗論講読』春秋社 1981
- 『「梵文唯識三十頌」の解明』第三文明社 1987
- 『親鸞の思想構造』春秋社 1993

### 共編著
- 『文学における彼岸表象の研究』小川環樹ほか共編 中央公論社 1959
- 『世界の中の親鸞』石田慶和共編 春秋社 1974
- 『仏教思想と現代 続』田村芳朗、鎌田茂雄、戸頃重基、鋼秀友、梶山雄一、横超慧日共著 東洋哲学研究所 1977